# Pierre-Louis Couperin
Pierre-Louis Couperin (Parijs, 14 maart 1755 – aldaar, 10 oktober 1789) was een Frans organist en componist, zoon van Armand-Louis Couperin en daarmee lid van de componistenfamilie Couperin. Zijn muzikale vorming kreeg hij van zijn ouders.
Op 19 april 1773 benoemde het bestuur van de Saint-Gervais-Saint-Protais hem tot opvolger van zijn vader. Pierre-Louis Couperin bezette de traditionele familieposten: Chapelle royale, Notre-Dame, Saint-Servais, Saint-Jean-en-Grève en de Carmes-Billettes. 
Pierre-Louis Couperin overleed kort na zijn vader en werd begraven in de Saint-Gervais onder het orgel.
Pierre-Louis Couperin componeerde:
- Deux Sonates pour le clavecin ou le piano-forte (1788)
- Romances voor klavecimbel
- Air de Malbrough mis en variation (1782)
- Allegro (1784)
- Air de Tibulle et d'Élie (1784)
- Romance de Nina mise en variations pour le clavecin, ou piano-forte (1787)